# 페레 아라구네스
페레 아라구네스 이 가르시아(카탈루냐어: Pere Aragonès i Garcia, 1982년 11월 16일 ~ )는 카탈루냐의 변호사이자 정치인이며, 2021년 5월 22일부터 카탈루냐 정부수반 직을 맡고있다. 2018년부터 2021년까지 카탈루냐 경제 재무부 장관 및 카탈루냐 부수반 직을 역임했고, 2020년 9월 28일부터 정부수반 대행에 있었다.